# シリコンフォトニクス
シリコンフォトニクス（Silicon Photonics）とは、半導体産業で利用される微細加工技術を用いてシリコン基板上に発光素子や受光器、光変調器といった素子を集積する技術の研究と応用を追究する分野である。シリコンフォトニクスデバイスは赤外線波長領域で動作するが、従来から光通信システムで使われることの多い波長1.55マイクロメートルので動作するものがほとんどである。マイクロエレクトロニクスにおいて用いられるSOI技術を転用し、酸化シリコン層の上に成層したシリコンが使われることが多い。

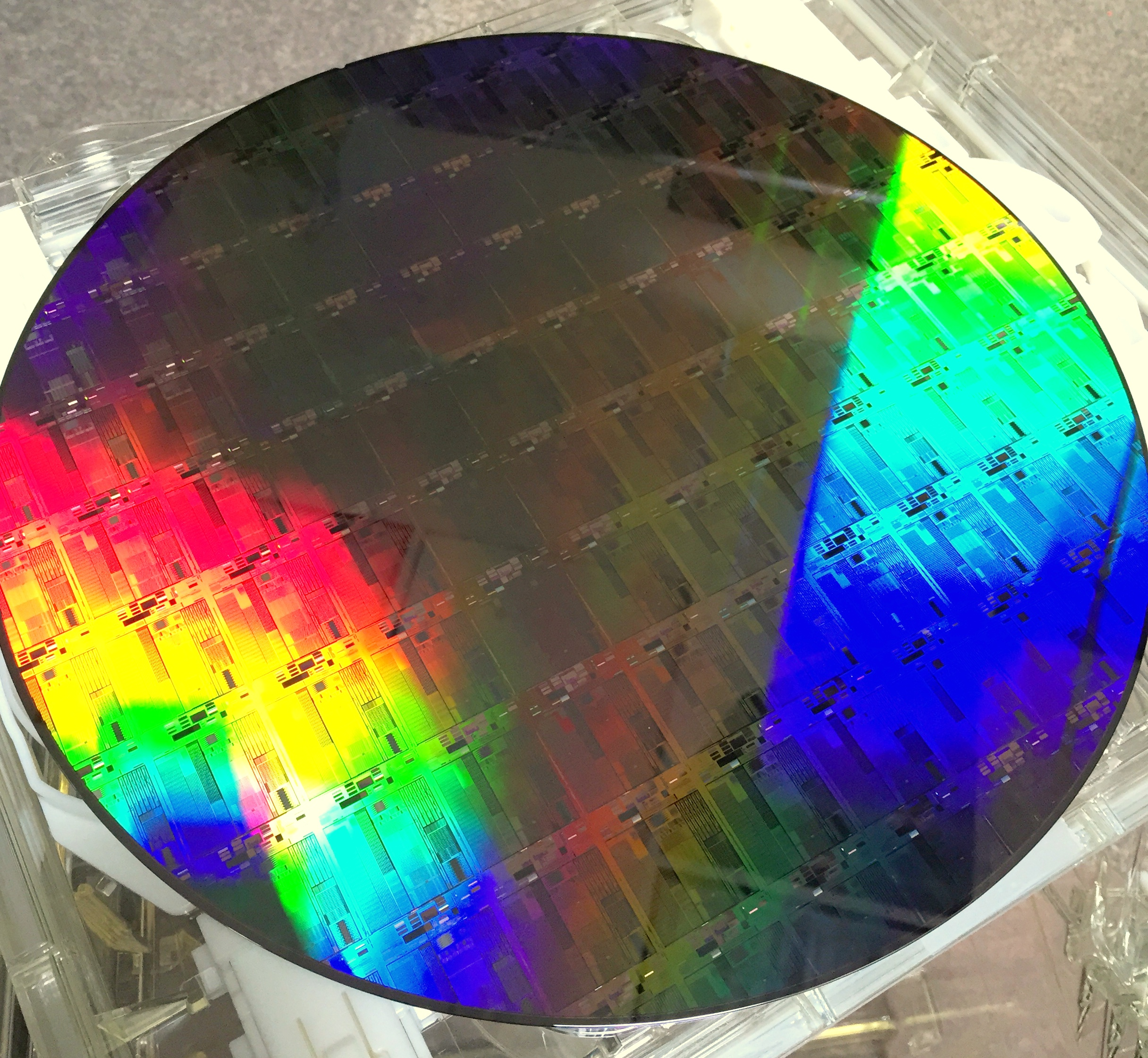
シリコンフォトニクス300 mmウエハ

シリコンはほとんどの集積回路の基材として既に使われており、かつシリコンフォトニックデバイスは既存の半導体製造技術を用いて製造可能であるため、単一のマイクロチップ上に光学的および電子工学的構成要素が集積されたハイブリッドデバイスを作製することができる。そのため、従来の微細化技術のみによる性能の向上（ムーアの法則）が限界を迎えるなか、シリコンフォトニクスはIBMやインテルなどの多くの電子装置製造会社や学術研究グループにより、光インターコネクトを利用してマイクロチップ間およびマイクロチップ内での高速データ転送を提供するために積極的に研究されている。
シリコンデバイス内を伝播する光は、カー効果やラマン効果、二光子吸収や光子・自由電荷キャリア間相互作用など様々な非線形光学現象の影響を受ける。これにより光と光を相互作用させることができ、、光の受動伝送だけでなく波長変換や全光信号ルーティングなどへ応用が可能になるため、非線形光学現象の制御技術は非常に重要である。
また、シリコン導波路は特異な導波特性を持つため学術的関心をひいている。この導波特性は通信、相互接続、バイオセンサに応用可能であるほか、ソリトン伝播などの新奇な非線形光学現象を起こす可能性もある。

## 応用

### 光通信
典型的な光リンクでは、データを電気信号からまず光信号へと変換する際、電気光学変調器もしくは直接変調レーザを用いる。電気光学変調器は光キャリアの強度や位相を変化させるための機器であるが、シリコンフォトニクスにおいては、自由電荷キャリアの密度を変化させることにより光を変調する形式のものが一般的である。Sorefと Bennettの経験則にあるように、電子密度およびホール密度を変化させることでシリコンの複素屈折率を制御することができ、ここに光を通すことにより光変調が可能である。具体的には順バイアスPINダイオードおよび逆バイアスPN接合ダイオードを用いて光変調器を構成することができる。また、ゲルマニウム検出器と一体化されたマイクロリング変調器を備えたプロトタイプの光学的相互接続が実証されている。
通信・データ通信分野で通常用いられるマッハ・ツェンダー干渉計などの非共振変調器は典型的にミリメートル程度の寸法で製造されるが、リング共振器のような共振デバイスは数十マイクロメートル程度の小ささで製造することができ、占有面積を節約できる。2013年、標準的なSOI CMOS製造プロセスを用いて製造可能な共振欠乏変調器が実証されている。SOIではなく、バルクCMOSでも同様のデバイスが実証されている。
受信機側では、光信号は典型的には半導体光検出器を用いて電気領域に戻される。キャリア生成に使用される半導体は、通常、光子エネルギーよりも小さいバンドギャップを有し、最も一般的には純ゲルマニウムが選ばれる。ほとんどの検出器はキャリア抽出にPN接合を使用するが、金属半導体接合（半導体としてゲルマニウムを使用）に基づく検出器もシリコン導波路に組み込まれている。より最近では、40 Gbit/sで動作可能なシリコン・ゲルマニウムアバランシェフォトダイオードが製造されている。完全なトランシーバは、アクティブな光ケーブルの形で商業化されている。
光通信はリンク長によって便宜的に分類される。シリコンフォトニック通信の大部分はいままでのところ、通信距離が数キロメートルの通信用途、もしくは数メートルの通信データ通信用途に限られていた。
しかし、シリコンフォトニクスは光リンクがセンチメートルからメートルの範囲で到達するコンピュータ内通信においても重要な役割を果たすことが期待されている。実際、コンピュータ技術の進歩（およびムーアの法則の維持）はマイクロチップ間および内のより高速なデータ転送にますます依存してきている。光インターコネクトは、技術進歩の方向性の1候補であり、シリコンフォトニクスは標準的なシリコンチップ上に集積することができれば、非常に有用となりうる。2006年、インテルの前上席副社長のPat Gelsingerは「今日、オプティクスはニッチ技術にすぎない。将来、オプティクスは我々が製造するすべてのチップの主流となる」と述べている。
光入出力(I/O)を備えた最初のマイクロプロセッサは、「ゼロ変化」CMOSフォトニクスと呼ばれる手法を用いて2015年12月に実証された。この最初の実証は45 nm SOIノードに基づいており、2×2.5 Gbit/sの速度で双方向チップ間リンクを動作させた。リンクの総エネルギー消費量は16 pJ/bと計算され、このほとんどがオフチップレーザの寄与であった。
オンチップレーザ光源が必要と考えている研究者もいれば、熱の問題（量子効率は温度が上がるにつれて下がるが、コンピュータチップは通常熱い）およびCMOS互換性の問題のために、オフチップにとどまるだろうと考えている研究者もいる。このようなデバイスの1つは、リン化インジウムなどのシリコンとは別の半導体をレーザ媒質として用い、これをシリコンとつなぐハイブリッドシリコンレーザである。他にも、シリコンをレーザ媒質として用いるオールシリコンラマンレーザーにも可能性がある。
2012年、IBMは標準技術を用いて製造でき、従来のチップに組み込むことのできる90ナノメートル大の光学部品を達成したと発表した。2013年9月、インテルはデータセンター内のサーバ間接続向けに、直径約5mmのケーブルを用いて毎秒100ギガビットの速度でデータを送信する技術を発表した。これに対して、従来のPCI-Eデータケーブルのデータを伝送速度は最大8ギガビット、ネットワーキングケーブルでは40 Gbit/sである。また、USB3.1規格の最大転送速度は10Gbit/s以上である。ただし、この技術は電気信号および光信号を相互変換するために別の回路基板を必要とするという点で、既存のケーブルを直接置き換えるというものではない。この速度向上により、ラック上のブレードを接続するケーブルの数を減らしたり、プロセッサ、ストレージ、メモリを別々のブレードに分離することも可能となり、より効率的な冷却と動的構成を実現できる。
グラフェン光検出器は、現在はまだ電流発生容量においてオーダー1つ程度劣るものの、いくつかの重要な側面においてゲルマニウムのデバイスを上回る可能性を持っている。グラフェンのデバイスは非常に高い周波数で動作することができ、原理的にはより高い帯域幅に達する可能性がある。グラフェンはゲルマニウムより広い波長範囲を吸収することができる。この特性は、同じ光ビーム内でより多くのデータ流を同時に送信するために利用することができる。ゲルマニウム検出器とは異なり、グラフェン光検出器は印加電圧を必要とせず、これによりエネルギー需要を低減することができる。最終的に、グラフェン検出器は原則、より単純で安価なオンチップ集積化を可能にする。しかし、グラフェンは光を強く吸収しない。グラフェンシートとシリコン導波路を組み合わせると、光の経路が良くなり、相互作用を最大化する。そのようなデバイスは最初2011年に実証された。従来の製造技術を使用したデバイスの製造は実証されていない。

### 光ルータおよび信号処理器
シリコンフォトニクスの別の用途は、光通信のための信号ルータにある。光学・電子部品を複数部分に分散させるのではなく、同じチップに組み立てることで構造を大幅に簡素化することができる。より広い目的は全光信号処理であり、これにより電子的方式で信号を操作することにより従来行われていた作業が、直接光学的方式で行われる。重要な例は、光信号のルーティングが他の光信号により直接制御される全光スイッチングである。別の例は全光波長変換である。
2013年、カリフォルニアとイスラエルに拠点を置くCompass-EOSというスタートアップ企業は、商用のシリコンフォトニクスルータを初めて発表した。

### シリコンフォトニクスを用いた長距離通信
シリコンマイクロフォトニクスは、マイクロスケールの超低消費電力デバイスを提供するため、潜在的にインターネットの帯域幅容量を増加させる可能性がある。さらに、これが成功すると、データセンターの消費電力を大幅に削減することができる。サンディア国立研究所、Kotura、NTT、富士通や学術機関の研究者は、この機能の証明を試みている。2010年の論文では、マイクロリングシリコンデバイスを使用した80 km、12.5 Gbit/s伝送のプロトタイプが報告されている。

### ライトフィールドディスプレイ
2015年現在、アメリカのスタートアップ企業Magic Leapが、拡張現実ディスプレイの目的で、シリコンフォトニクスを使用したライトフィールドチップに取り組んでいる。

## 物理的特性

### 導光および分散適合
シリコンは約1.1マイクロメートルを超える波長を有する赤外光に対して「透明」である。また、シリコンは約3.5と非常に高い屈折率を持つ。この高い屈折率によるきつい光閉じ込めにより、わずか数百ナノメートルの断面寸法を有することのできる微視的光導波路が可能になる。シングルモード伝播が達成され、それにより（シングルモード光ファイバのように）モード分散の問題を排除できる。
このきつい閉じ込めから生じる強い誘電境界効果は、工学分散関係を実質的に変える。導波路形状を選択することにより、超短パルスを必要とする用途にとって極めて重要な所望の特性を有するように分散を適合することが可能となる。特に、群速度分散（すなわち群速度が波長とともに変化する程度）を厳密に制御することができる。1.55マイクロメートルのバルクシリコンでは、長い波長のパルスが短い波長のものよりも高い群速度で移動するという点で、群速度分散(GVD)は標準である。しかし、適切な導波路形状を選択することにより、これを逆にし、短い波長のパルスの方が早く進むという異常GVDを達成することが可能である。異常分散はソリトン伝播の前提条件であり、変調不安定性にとって重要である。
シリコンフォトニクスの構成要素が、それらが製造されるウエハのバルクシリコンから光学的に独立のままであるため、間に入る材料の層を持つことが必要である。これは普通、酸化シリコンであり、屈折率がはるかに低く（今回興味のある波長領域で約1.44)）、それによりシリコン-酸化シリコン界面での光は（シリコン-空気界面での光のように）全内部反射し、シリコン中に残り続ける。この構成はSOI（Silicon on Insulator）として知られている。これは寄生容量を低減して性能を向上させるために部品を絶縁体（酸化シリコン）の層上に構築するCMOS LSI技術であるSOIにちなんで命名された。

### カー非線形性
シリコンは光強度により屈折率が増加するという点で、カー非線形性を有している。この効果はバルクシリコンでは特に強くないが、シリコン導波路を使用して光を非常に小さい断面積に集中させることにより大幅に高めることができる。これにより低電力で非線形光学効果を見ることができる。非線形性は、スロット導波路を用いてさらに強くすることができる。スロット導波路は、強い非線形ポリマーで満たされた中央の領域に光を閉じ込めるためにシリコンの高屈折率が使われているものである。
カー非線形性は、様々な光学現象の基礎となっている。1つの例は、光パラメトリック増幅、パラメトリック波長変換、周波数コム生成を実現するためにシリコンに適用された4光波混合である。
カー非線形性はまた、光波形からのずれを増強し、スペクトル側波帯の生成およびパルス列への波形の最終的な分割に至る変調不安定性を起こす可能性がある。別例（後述）はソリトン伝播である。

### 2光子吸収
シリコンは1対の光子が電子-正孔対を励起するように働く2光子吸収を示す。この過程はカー効果と関連があり、複素屈折率の類推により複素カー非線形の虚部と考えることができる。1.55マイクロメートルの電気通信波長では、この虚部は実部の約10%である。
2光子吸収の影響は、光を無駄にし望ましくない熱を生成するため非常に破壊的である。しかし、2光子吸収のカー比が低くなる長い波長に切り替えるか、スロット導波路（内部非線形材料がカー比に対する2光子吸収が低い）を使用することで軽減することができる。もしくは、2光子吸収により失われたエネルギーは、生成された電荷キャリアからエネルギーを抽出することにより（後述の通り）部分的に取り戻すことができる。

### 自由電荷キャリアの相互作用
シリコン内の自由電荷キャリアは、光子を吸収し、屈折率を変化させることができる。これは、キャリア濃度が2光子吸収により構築されているため高強度および長時間にわたり特に重要である。自由電荷キャリアの影響は、しばしば（常にではない）望ましいものではなく、取り除くための様々な手段が提案されている。そのような方法の1つに、キャリア再結合を高めるためにシリコンにヘリウムを注入することがある。形状を適切に選択することで、キャリア寿命を短縮することもできる。リブ導波路（導波路はシリコンのより広い層のより厚い領域からなる）は、酸化シリコン-シリコン界面でのキャリア再結合と、導波路コアからのキャリア拡散の両方を高める。
キャリア除去のより進んだ方式は、キャリアが導波路コアから引き離されるように、逆バイアスされたPINダイオードの真性領域に導波路を集積することである。より洗練された方法には、電圧と電流の位相がずれている回路の一部にダイオードを使うことで、導波路からパワーを引き出すものがある。このパワー源は、2光子吸収で失われた光であるため、その一部を取り戻すことで正味の損失（および熱が発生するレート）を低減することができる。
上述の通り、自由電荷キャリア効果は、光を変調するために建設的に利用することもできる。

### 二次非線形性
二次非線形性は、結晶構造の中心対称性のためバルクシリコンには存在しない。しかし、ゆがみを加えることで、シリコンの反転対称性が破壊されることがある。これは、例えば薄いシリコン膜上に窒化シリコン層を堆積させることで得られる。
二次非線形現象は、光変調、自発的パラメトリック下方変換、パラメトリック増幅、超高速光信号処理、中赤外発生などに活用できる。しかし、効果的な非線形変換は、関与する光波間の位相整合を必要とする。ゆがみシリコンに基づく2次非線形導波路は分散工学により位相整合を達成することができる。しかし、これまでのところ実験的実証は位相整合していない設計のみに基づいている。高い非線形の有機クラッディングと周期的にゆがんだシリコン導波路で被覆されたシリコンダブルスロット導波路においても位相整合が得られることが示されている。

### ラマン効果
シリコンは、光子が材料の励起もしくは緩和に対応してわずかに異なるエネルギーを有する光子と交換されるラマン効果を示す。シリコンのラマン遷移は、単一の非常に狭い周波数ピークにより支配される。これはラマン増幅のような広帯域現象には問題があるが、ラマンレーザのような狭帯域デバイスにとっては有益である。ラマン増幅とラマンレーザの初期の研究は、カリフォルニア大学ロサンゼルス校で開始され、純利得シリコンラマン増幅器とファイバ共振器を備えたシリコンパルスラマンレーザの実証につながった(Optics express 2004)。結果的に、全シリコンラマンレーザは2005年に作られた。

### ブリルアン効果
ラマン効果では、光子は約15THzの光学フォノンにより赤もしくは青に偏移する。しかし、シリコン導波路は音響フォノン励起も支持する。その光との相互作用はブリルアン散乱と呼ばれる。これらの音響フォノンの周波数およびモード形状はシリコン導波路の構造および大きさに依存する。したがって、周波数は数MHzから数十GHzに調整可能である。それらの光との相互作用は、狭帯域光増幅器を作るために使われることがある。光子と音響フォノンの相互作用は、3D光学空洞は相互作用を観測する必要はないが、空洞オプトメカニクスの分野でも研究されている。例えば、シリコン導波路の他に、オプトメカニクスのカップリングはファイバおよびカルコゲン化物導波路においても実証されている。

## ソリトン
シリコン導波路を通る光の展開は、3次元非線形シュレーディンガー方程式で近似することができる。これはsech様のソリトン解を認める際に顕著である。これらの光ソリトン（光ファイバにおいても知られる）は、自己位相変調（パルスの前縁を赤方偏移させ、後縁を青方偏移させる）と異常群速度分散の間のバランスから生じる。コロンビア大学、ロチェスターカレッジ、バス大学のグループにより、シリコン導波路内でこのようなソリトンが観測されている。